# Na świecie nie ma pustych miejsc
Na świecie nie ma pustych miejsc è il sesto album in studio della cantante polacca Małgorzata Ostrowska, pubblicato il 15 novembre 2019 su etichetta discografica Agora SA.

## Tracce
1. Czekanie – 3:26
2. Dwie twarze – 4:06
3. Miłość jak huragan – 4:08
4. Teraz – 3:57
5. Diament – 3:55
6. Zadzwoń – 4:42
7. Ziemia w ogniu – 4:06
8. Jesienny egzamin – 6:11
9. Zwykła historia – 3:55
10. Komu potrzebna taka miłość – 3:48
11. Lustro – 4:17
12. Róże – 4:06
13. Nie ma pustych miejsc – 3:24
14. Nie jestem cicha – 3:38
15. Szpilki – 3:00

## Classifiche
| Classifica (2019) | Posizione massima |
| ----------------- | ----------------- |
| Polonia           | 38                |